# Blue Harvest (Family Guy)
Blue Harvest er et 42 minutter langt premiereafsnit af sjette sæson af den animerede komedieserie Family Guy. Afsnittet er en parodi af Star Wars Episode IV: Et nyt håb, hvor de forskellige Family Guy-figurer udfylder rollerne som Star Wars-figurer. Blue Harvest var det første i en planlagt Family Guy-trilogi der parodierer de gamle Star Wars-film. Parodien af Star Wars Episode V: Imperiet slår igen; Something, Something, Something, Dark Side, vil blive sendt i foråret 2010 som en del af sæson otte.

## Medvirkende
| Family Guy            | Star Wars/Blue Harvest            |
| --------------------- | --------------------------------- |
| Glenn Quagmire        | C-3PO                             |
| Cleveland Brown       | R2-D2                             |
| Lois Griffin          | Prinsesse Leia                    |
| Stewie Griffin        | Darth Vader                       |
| Borgmester Adam West  | Grand Moff Tarkin                 |
| Carter Pewterschmidt  | Onkel Owen                        |
| Mort Goldman          | som Jawa                          |
| Chris Griffin         | Luke Skywalker                    |
| Barbara Pewterschmidt | Tante Beru                        |
| Opie                  | som medlem af Sandfolket          |
| Herbert               | Obi-Wan Kenobi                    |
| Peter Griffin         | Han Solo                          |
| Brian Griffin         | Chewbacca                         |
| Meg Griffin           | Dianoga (monster på Dødsstjernen) |

## Produktion
Afsnittet blev støttet og godkendt af Lucasfilm, soundtracket til Star Wars Episode IV: Et nyt håb blev også benyttet og flere steder er scenerne direkte kopier af filmens.
Navnet Blue Harvest var kodenavnet brugt under optagelserne af Star Wars Episode VI: Jediridderen vender tilbage. Da Blue Harvest blev lavet vidste forfatterne endnu ikke om de ville lave alle de gamle Star Wars-film i Family Guy-udgaver, og folkene bag har da også på kommentarsporet til Blue Harvest udtalt, at de så ville have ventet med at bruge titlen til den tredje film.

### Gæstestjerner
Blue Harvest har flere gæstestjerner, som indspillede korte replikker, bl.a. Chevy Chase og Beverly D'Angelo, der lagde stemmer til deres respektive figurer i Fars fede ferie-filmene. Den konservative republikanske radiovært og politiske kommentator Rush Limbaugh optrådte også som sig selv i et fiktivt radioprogram i Star Wars, hvor han nægter at anerkende den globale opvarmning på isplaneten Hoth.

## Ekstern henvisning
- Blue Harvest på Internet Movie Database (engelsk)
- Blue Harvest på Filmdatabasen
- Blue Harvest på AllMovie (engelsk)
- Blue Harvest på The Movie Database (engelsk)
- Blue Harvest på Rotten Tomatoes (engelsk)
- Blue Harvest på Rotten Tomatoes (engelsk)
- Blue Harvest på Rotten Tomatoes (engelsk)
- Blue Harvest på Metacritic (engelsk)
- Blue Harvest på Filmaffinity (engelsk)
- Blue Harvest på Netflix (engelsk)

| Fjernsyn | Spire Denne artikel om et tv-program er en spire som bør udbygges. Du er velkommen til at hjælpe Wikipedia ved at udvide den. |